# Rafayel Hovhannisian
Rafayel Hovhannisian –en armenio, Ռաֆայել Հովհաննիսյան– (Ereván) es un deportista armenio que compite en boxeo. Ganó una medalla de plata en el Campeonato Europeo de Boxeo Aficionado de 2022, en el peso crucero.

## Palmarés internacional
| Campeonato Europeo | Campeonato Europeo | Campeonato Europeo | Campeonato Europeo |
| Año                | Lugar              | Medalla            | Categoría          |
| ------------------ | ------------------ | ------------------ | ------------------ |
| 2022               | Ereván (Armenia)   | Medalla de plata   | 86 kg              |